# Herpetium
Herpetium là một chi rêu trong họ Lepidoziaceae.